# Дивильковский, Анатолий Авдеевич
Анато́лий Авде́евич Дивилько́вский (1 марта 1873, Лохвица, Полтавской губернии — 31 января 1932) — русский революционер, деятель партий социал-демократов и большевиков, литературный критик.

## Биография
Родился в семье врача. Учился в Киевском институте, Член РСДРП с 1898 г. В 1903 г. член Петербургского комитета РСДРП, в том же году арестован и выслан в 1904 году в Архангельск. В октябре вернулся в Петербург, участвовал в создании Совета рабочих депутатов на Выборгской стороне. С наступлением реакции переехал в Финляндию, в 1906 г. эмигрировал в Швейцарию, в ноябре 1918 приехал в Россию. После переезда в Москву был помощником в управлении делами СНК. С 1922 года состоял в Московском отделении Всесоюзного общества старых большевиков (членский билет № 4).
Отец выдающегося советского дипломата Ивана Анатольевича Дивильковского (1901—1935). Дед советского дипломата Сергея Ивановича Дивильковского (1930—2019)
Умер в Москве в 1932 году. Похоронен на новом Донском кладбище (закрытый колумбарий 7-8)

## Литературная деятельность
- Печататься начал в 1901 («Мир божий»). Участвовал в журналах: «Правда», «Современная жизнь», «Современный мир», «Вестник воспитания» и др., в коммунистическом журнале «Demain» (Женева, 1917—1918).
- После Октябрьской революции принимает участие в газетах «Правда», «Беднота», с 1921 — в журналах «Печать и революция», «Новый мир», «На литературном посту», «Красная новь», «Книга и революция» и др.
- В коллективной «Истории русской литературы XIX века» (изд. «Мир», 1909—1912, под ред. Овсянико-Куликовского) Дивильковский поместил ряд статей: о В. А. Слепцове, Аполл. Н. Майкове (т. III), С. Я. Надсоне (т. IV)